# Сосонко, Геннадий Борисович
Генна Сосо́нко (Геннадий Борисович Сосо́нко; род. 18 мая 1943 года, Троицк, СССР) — советский, впоследствии нидерландский шахматист, гроссмейстер (1976), журналист, писатель. Заслуженный тренер ФИДЕ (2004).

## Шахматная карьера
Гена Сосонко научился играть в шахматы примерно в 10-летнем возрасте у своей матери, когда они жили в Ленинграде. Затем он занимался шахматами во Дворце пионеров. Первыми своими учителями называет Владимира Григорьевича Зака, Владимира Григорьевича Кириллова, Василия Михайловича Бывшева и Александра Васильевича Черепкова. В свой последний школьный год занимался в шахматном клубе имени Чигорина с Семёном Абрамовичем Фурманом.
В СССР Сосонко стал мастером спорта, мастерскую норму выполнил в сентябре 1965 года, на чемпионате ДСО «Буревестник» в Сухуми. Впоследствии Сосонко был секундантом Михаила Таля и Виктора Корчного.
В 1972 году Генна Сосонко эмигрировал из СССР в Нидерланды.
В 1974 году он стал международным мастером, а в 1976 году — международным гроссмейстером.
Геннадий Сосонко — двукратный чемпион Нидерландов по шахматам (1973 и 1978). С 1975-го по 82-й год Сосонко играл в самых сильных турнирах и входил в двадцатку сильнейших шахматистов мира.
Сосонко — двукратный победитель турнира в Вейк-ан-Зее (1977 и 1981 годах), победитель турниров в Барселоне, Лугано (1976), Неймегене (1978), Полянице-Здруй (1993). Призёр турниров в Тилбурге, Нью-Йорке, Бат-Лаутерберге, Сан-Пауло, Лондоне, Рейкьявике. Дважды играл в межзональных турнирах на первенство мира. В 1975 году Генна Сосонко выиграл матч (1½:½) у экс-чемпиона мира Макса Эйве.
С 1974 года играл за команду Нидерландов на шахматных олимпиадах и чемпионатах Европы. Сосонко играл на 11 шахматных олимпиадах, где сыграл 96 партий (+28 −4 =64). С 1995 года — капитан сборной Нидерландов по шахматам.
Наивысшего рейтинга Сосонко достиг в январе 1981 года — 2595. С 2004 года Сосонко не играет в турнирах.
В 2020 году во время прямого эфира Сосонко выделил свою победу в 1979 году в Тилбурге над Робертом Хюбнером за 18 ходов как лучшую партию в карьере, хотя и отметил, что у него были и другие яркие победы.

## Стиль игры
«Стиль игры Сосонко — динамика, готовность жертвовать пешку за инициативу (особенно на с4), умение нагнетать и поддерживать напряжение. Да не обидится он на меня, но в партиях Геннадия Борисовича чувствуется сила советской шахматной школы. Надёжный фундамент, универсализм, общая грамотность. Я полагаю, что многочисленные встречи молодого Тиммана с Сосонко в начале 70-х много дали будущей звезде мировых шахмат — как раз в плане школы, в плане ликвидации изъянов в шахматном образовании». (Сергей Шипов).

## Автор и комментатор
Сосонко часто работает комментатором на различных международных турнирах. Он — автор многих эссе-воспоминаний, которые опубликованы на английском, нидерландском, чешском, польском и русском языках.

### Издания на русском языке
- Я знал Капабланку... — СПб. : Левша, 2001. — 207 с., [14] л. ил. — ISBN 5-93356-012-X.
- Мои показания. — М. : РИПОЛ Классик, 2003. — 383 с., [16] л. ил. — (Искусство шахмат). — ISBN 5-7905-2212-2.
- Диалоги с шахматным Нострадамусом. — М. : РИПОЛ Классик, 2006. — 351 с., [16] л. ил. — (Великие шахматисты мира). — ISBN 5-7905-4359-6.
- Тогда : шахматные эссе. — М. : Русский шахматный дом, 2011. — 404, [1] с., [16] л. ил. — ISBN 978-5-94693-219-6.
- Давид Седьмой. — М. : Андрей Ельков, 2014. — 231 с., [6] л. ил. — ISBN 978-5-906254-12-2. (О Давиде Бронштейне)
- Познавший гармонию. — М. : Андрей Ельков, 2016. — 149 с., [4] л. ил. — ISBN 978-5-906254-31-3. (О Василии Смыслове)
- Удар Пегаса. Шахматные эссе. — М. : Русский шахматный дом, 2017. — 256 с., ISBN 9785946935807
- Конь Калигулы: шахматные эссе. — М.: Русский шахматный дом, 2019. — ISBN 978-5-94693-820-4.

### Статьи
- Памяти Владимира Григорьевича Зака // Шахматный Петербург. — 1999. — № 3 (13). — С. 19—25.
- Семён Абрамович Фурман // Шахматный Петербург. — 1999. — № 4 (14). — С. 28—33.
- Опалённый игрой // 64 — Шахматное обозрение. — 2015. — № 9. — С. 77—85. (Об Уолтере Брауне)

## Имя
Вот как Генна Сосонко объясняет необычное написание своего имени: «Когда я оказался в Голландии, все называли меня моим кратким именем, но произносимое по-голландски оно звучало, образуя открытый слог, — „Хейна“ — в голландском языке вообще есть склонность к горловым, хриплым звукам. Пару лет я носил это имя, пока не решил для твёрдости и правильности произношения добавить в него ещё одно „н“, тем более что с одним ли, с двумя ли „н“ было крайне маловероятно, что имя это когда-нибудь вообще будет напечатано по-русски в те славные времена Советского Союза. Получилось по-другому. Но менять что-либо сейчас уже поздно, тем более что Генна, живущий в Амстердаме, только очень отдалённо напоминает Гену, уехавшего более трёх десятков лет тому назад из Советского Союза».

## Изменения рейтинга
| Графики недоступны из-за технических проблем. См. информацию на Фабрикаторе и на mediawiki.org. |